# كأس العرش 2016
كأس العرش المغربي لكرة القدم 2016 هو النسخة رقم 60 من بطولة كأس العرش المغربي لكرة القدم.

## الأدوار النهائية

### دور الـ32
لُعبت مباريات الذهاب في 10 و 11 و 12 جوان 2016، ومباريات الإياب في 17 و 18 و 19 جوان 2016.
| الفريق الأول       | إجم.      | الفريق الثاني      | مباراة الذهاب | مباراة الإياب |
| ------------------ | --------- | ------------------ | ------------- | ------------- |
| اتحاد طنجة         | 4 - 2     | المغرب التطواني    | 4 - 0         | 0 - 2         |
| اتحاد تمارة        | 2 - 10    | المغرب الفاسي      | 1 - 4         | 1 - 6         |
| شباب الريف الحسيمي | 3 - 3 (خ) | حسنية لازاري وجدة  | 1 - 0         | 2 - 3         |
| وداد تمارة         | 4 - 5     | الاتحاد القاسمي    | 2 - 2         | 2 - 3         |
| المولودية الوجدية  | 1 - 4     | الجيش الملكي       | 0 - 3         | 1 - 1         |
| الرشاد البرنوصي    | 1 - 4     | النهضة البركانية   | 1 - 1         | 0 - 3         |
| نهضة مرتيل         | 1 - 2     | اتحاد الخميسات     | 1 - 1         | 0 - 1         |
| فتح ويسلان مكناس   | 3 - 3 (خ) | النادي القنيطري    | 3 - 1         | 0 - 2         |
| الدفاع الجديدي     | 3 - 3 (خ) | الرجاء الرياضي     | 1 - 1         | 2 - 2         |
| الكوكب المراكشي    | 1 - 2     | أولمبيك خريبكة     | 1 - 2         | 0 - 0         |
| الراسينغ الرياضي   | 2 - 6     | نادي الفتح الرياضي | 1 - 2         | 1 - 4         |
| الوداد الرياضي     | 7 - 0     | أمل تزنيت          | 5 - 0         | 2 - 0         |
| أولمبيك مراكش      | 2 - 11    | أولمبيك آسفي       | 1 - 4         | 1 - 7         |
| شباب المسيرة       | 4 - 3     | الرجاء الملالي     | 2 - 1         | 2 - 2         |
| أمل سوق السبت      | 5 - 1     | يوسفية برشيد       | 2 - 0         | 3 - 1         |
| الرجاء الجديدي     | 2 - 7     | حسنية أكادير       | 0 - 3         | 2 - 4         |

### دور الـ16
لُعبت مباريات الذهاب من 2 إلى 7 سبتمبر 2016، ومباريات الإياب في 9 و 10 سبتمبر 2016.
| الفريق الأول       | إجم.      | الفريق الثاني    | مباراة الذهاب | مباراة الإياب |
| ------------------ | --------- | ---------------- | ------------- | ------------- |
| أولمبيك آسفي       | 3 - 1     | الاتحاد القاسمي  | 2 - 1         | 1 - 0         |
| الفتح الرياضي      | 4 - 1     | النادي القنيطري  | 2 - 1         | 2 - 0         |
| الدفاع الجديدي     | 6 - 1     | أمل سوق السبت    | 3 - 1         | 3 - 0         |
| شباب المسيرة       | 1 - 1 (خ) | النهضة البركانية | 1 - 1         | 0 - 0         |
| المغرب الفاسي      | 2 - 1     | الوداد الرياضي   | 1 - 0         | 1 - 1         |
| شباب الريف الحسيمي | 1 - 5     | الجيش الملكي     | 0 - 4         | 1 - 1         |
| اتحاد الخميسات     | 2 - 0     | حسنية أكادير     | 1 - 0         | 1 - 0         |
| اتحاد طنجة         | 3 - 1     | أولمبيك خريبكة   | 2 - 0         | 1 - 1         |

### ربع النهائي
لُعبت مباريات الذهاب في 27 و 28 سبتمبر 2016، ومباريات الإياب في 1 و 2 أكتوبر 2016.
| الفريق الأول   | إجم.          | الفريق الثاني    | مباراة الذهاب | مباراة الإياب |
| -------------- | ------------- | ---------------- | ------------- | ------------- |
| أولمبيك آسفي   | 3 - 3 (4–2 ر) | الفتح الرياضي    | 3 - 0         | 0 - 3         |
| الدفاع الجديدي | 3 - 1         | النهضة البركانية | 3 - 1         | 0 - 0         |
| المغرب الفاسي  | 1 - 1 (4–2 ر) | الجيش الملكي     | 0 - 1         | 1 - 0         |
| اتحاد الخميسات | 1 - 2         | اتحاد طنجة       | 1 - 1         | 0 - 1         |

### نصف النهائي
لُعبت مباريات الذهاب في يوم 19 أكتوبر 2016، ومباريات الإياب في 2 نوفمبر 2016.
| الفريق الأول  | إجم.          | الفريق الثاني  | مباراة الذهاب | مباراة الإياب |
| ------------- | ------------- | -------------- | ------------- | ------------- |
| أولمبيك آسفي  | 1 - 0 (3–0 ر) | الدفاع الجديدي | 0 - 1         | 1 - 0         |
| المغرب الفاسي | 1 - 1         | اتحاد طنجة     | 0 - 0         | 1 - 1         |

### النهائي
| أولمبيك آسفي                | 1–2 (ب.و.إ.) | المغرب الفاسي      |
| --------------------------- | ------------ | ------------------ |
| مهدي النملي 67' (ضربة جزاء) |              | دجيجي غوزا 3'، 99' |